# Jakez Bernard
Pour les articles homonymes, voir Bernard et Jacques Bernard.
Jacques Bernard (Jakez en breton), né à Quimper le 12 janvier 1956, est un producteur dans le domaine musical, télévisuel et cinématographique, en particulier, mais, pas exclusivement, pour les expressions musicales bretonnes. Il est le fondateur de Label Production. Il a été président de l'association Produit en Bretagne de 2009 à 2016. 
En parallèle, il organise des événements pour des entreprises et collectivités et réalise des films et documentaires pour la télévision.

## Biographie
Jakez Bernard naît à Quimper en 1956. Ses parents, originaires de Pluguffan, sont sourds et ne parlent donc pas le breton. À l’école Saint Corentin et au Likès, il rêve déjà de devenir ingénieur du son. Ce sont ses parents qui lui transmettent son goût pour la musique bretonne : depuis tout petit, ils l'amènent aux fêtes de Cornouaille ou à des concerts folkloriques. En 1967, pour les besoins d’une rédaction, il rencontre Per-Jakez Helias. L'auteur du Cheval d’orgueil lui présente un ingénieur du son, Joseph Rouault, qui lui donne le goût de son futur métier. Il est aussi un temps batteur au bagad de Kerfeuteum.
En 1973, il est employé au magasin de hi-fi Marzin à Quimper. En 1975, Hervé Le Meur, fondateur de Keltia Musique, et Erwan Ropars lui font confiance pour enregistrer le premier album 30 cm du Bagad Kemper. Les gens commencent à le prénommer Jakez aussi souvent que Jacques. En 1978, il enregistre l'album Nos horizons, s'il faut les peindre de Thierry Gahinet avec Jean-Michel Moal (futur cofondateur de Red Cardell) à l'accordéon. La même année il collabore avec Félix et Nicole Le Garrec pour leur film sur l'Amoco Cadiz puis deux ans plus tard en 1980, il est à leurs côtés à Plogoff où il supervise le son du film Plogoff : des pierres contre des fusils. En 1982 il est embauché à l’Atelier du cinéma à Quimper comme directeur technique. Parallèlement en 1984, il intègre l’équipe du Festival de Cornouaille et y reste pendant dix ans. En 1988, il crée Master Production pour la communication d'entreprise et qui réalise des reportages pour les informations télévisées (plus de 4 500 reportages pour TF1, LCI et Arte). Il coproduit avec France 3 des programmes télévisés (pour Brest 2000, sur l'univers carcéral en breton, un autre, bilingue, sur le bagad de Lann-Bihoué...).
Il est l'initiateur et le programmateur de la première représentation de l'Héritage des Celtes donnée en 1993 au Festival de Cornouaille, qui ne devait être qu'un événement ponctuel. Mais les musiciens irlandais le persuade de le transformer en disque. L'aventure se poursuit ainsi en studio. En 1994, il produit le 1er album de L’Héritage des Celtes au sein de Byg Production. 
Auparavant, il avait déjà réalisé 120 albums en tant qu'ingénieur du son, dans la musique bretonne, en enregistrant du kan ha diskan, des chanteurs et des musiciens traditionnels.
Par la suite, il produit tous les albums de l'Héritage des Celtes (dont trois double disques d'or, deux Victoires de la musique), d'autres de Dan Ar Braz, Bretagnes à Bercy (spectacle géant à Paris), les albums du bagad de Lann-Bihoué, frères Guichen, chœur d'hommes Kanerion Pluigner...
En 2003, il rejoint Label Production à Quimper, société spécialisée dans la production et la réalisation de films publicitaires et d’événementiels. Le film War an uhel qu'il produit, un « carnet de voyage » de Tangi Kermarrec au Ladhak entièrement tourné en langue bretonne, lui vaut, en 2008, le prix du meilleur film télé en langue bretonne, aux Prizioù de France 3 Ouest. L'album Dreams of Brittany qu'il produit des frères Guichen obtient le grand prix du disque du Télégramme. À la suite de l'Héritage des Celtes, il est manager de Gilles Servat pour Label production. En 2006, dix mois après sa sortie, Servat compte plus de 20 000 doubles CD vendus de l'album pour ses 35 ans de chansons Je vous emporte dans mon cœur. Jusqu'en 2010, il est administrateur délégué de Coop Breizh.
En avril 2009 il est élu président de Produit en Bretagne après avoir été vice-président pendant trois ans. Le 18 juin 2013, il lance, avec Alain Glon, président de l'Institut de Locarn, le Comité de convergence des intérêts bretons pour demander la suppression de l'écotaxe, mais aussi dénoncer « le carcan administratif français » et le « poids écrasant des charges ». Au cours de l'université d'été 2015 de l'Institut de Locarn, il en devient le vice-président. Au terme de son second mandat de président de Produit en Bretagne, il décide de ne pas se représenter en mars 2016.
Il rejoint en juillet 2016 le festival interceltique de Lorient pour en assurer la communication et les partenariats.